# Nancy Lyle
Pour les articles homonymes, voir Lyle.
Nancy Lyle (née le 26 février 1910 et décédée en 1986) est une joueuse de tennis britannique des années 1930. Elle est aussi connue sous son nom de femme mariée, Nancy Lyle Glover.
En 1935, elle a atteint la finale du simple dames aux Internationaux d'Australie (battue par Dorothy Round Little) et s'est imposée en double dames aux côtés d'Evelyn Dearman.

## Palmarès (partiel)

### Finale en simple dames
| No | Date       | Nom et lieu du tournoi              | Catégorie | Surface      | Vainqueure    | Score         |          |
| -- | ---------- | ----------------------------------- | --------- | ------------ | ------------- | ------------- | -------- |
| 1  | 05-01-1935 | Australian Championships, Melbourne | G. Chelem | Gazon (ext.) | Dorothy Round | 1-6, 6-1, 6-3 | Parcours |

### Titres en double dames
| No | Date       | Nom et lieu du tournoi             | Catégorie | Surface      | Partenaire     | Finalistes                        | Score    |          |
| -- | ---------- | ---------------------------------- | --------- | ------------ | -------------- | --------------------------------- | -------- | -------- |
| 1  | 05-01-1935 | Australian Championships Melbourne | G. Chelem | Gazon (ext.) | Evelyn Dearman | Louise Bickerton Nell Hall Hopman | 6-3, 6-4 | Parcours |
| 2  | 15-04-1935 | Internationaux d'Italie Rome       |           | Terre (ext.) | Evelyn Dearman | Cilly Aussem Elizabeth Ryan       | 6-2, 6-4 |          |

### Finale en double dames
| No | Date       | Nom et lieu du tournoi               | Catégorie | Surface      | Vainqueures              | Partenaire     | Score    |          |
| -- | ---------- | ------------------------------------ | --------- | ------------ | ------------------------ | -------------- | -------- | -------- |
| 1  | 28-09-1935 | Pacific Coast Championships Berkeley |           | Terre (ext.) | Freda James Kay Stammers | Evelyn Dearman | 8-6, 6-2 | Parcours |

## Parcours en Grand Chelem (partiel)
Si l’expression « Grand Chelem » désigne classiquement les quatre tournois les plus importants de l’histoire du tennis, elle n'est utilisée pour la première fois qu'en 1933, et n'acquiert la plénitude de son sens que peu à peu à partir des années 1950.

### En simple dames
| Année | Championnat d'Australie | Championnat d'Australie | Internationaux de France | Internationaux de France | Wimbledon       | Wimbledon        | US National | US National |
| ----- | ----------------------- | ----------------------- | ------------------------ | ------------------------ | --------------- | ---------------- | ----------- | ----------- |
| 1929  | -                       | -                       | -                        | -                        | 2e tour (1/32)  | Cornelia Bouman  | -           | -           |
| 1930  | -                       | -                       | -                        | -                        | 2e tour (1/32)  | Betty Nuthall    | -           | -           |
| 1931  | -                       | -                       | -                        | -                        | 2e tour (1/32)  | Phyllis Mudford  | -           | -           |
| 1932  | -                       | -                       | -                        | -                        | 1er tour (1/64) | Eileen Bennett   | -           | -           |
| 1933  | -                       | -                       | -                        | -                        | 3e tour (1/16)  | Margaret Scriven | -           | -           |
| 1934  | -                       | -                       | 1/4 de finale            | Margaret Scriven         | 1er tour (1/64) | Lolette Payot    | -           | -           |
| 1935  | Finale                  | Dorothy Round           | -                        | -                        | 3e tour (1/16)  | Helen Jacobs     | -           | -           |
| 1936  | -                       | -                       | -                        | -                        | 2e tour (1/32)  | J. Goldschmidt   | -           | -           |
| 1937  | -                       | -                       | -                        | -                        | 1er tour (1/64) | Kay Stammers     | -           | -           |
| 1938  | -                       | -                       | -                        | -                        | 3e tour (1/16)  | Helen Wills      | -           | -           |
| 1939  | -                       | -                       | -                        | -                        | 3e tour (1/16)  | Arlette Halff    | -           | -           |
| 1946  | -                       | -                       | -                        | -                        | 2e tour (1/32)  | Gladys Southwell | -           | -           |
| 1947  | -                       | -                       | -                        | -                        | 2e tour (1/32)  | Louise Brough    | -           | -           |

À droite du résultat, l’ultime adversaire.

### En double dames
| Année | Championnat d'Australie | Championnat d'Australie | Internationaux de France      | Internationaux de France | Wimbledon                     | Wimbledon                   | US National | US National |
| ----- | ----------------------- | ----------------------- | ----------------------------- | ------------------------ | ----------------------------- | --------------------------- | ----------- | ----------- |
| 1929  | -                       | -                       | -                             | -                        | 3e tour (1/8) A. Clayton      | P. Howkins D. Shepherd      | -           | -           |
| 1930  | -                       | -                       | -                             | -                        | 3e tour (1/8) J. Valantine    | D. Kemmis Joan Austin       | -           | -           |
| 1931  | -                       | -                       | 1er tour (1/16) Elsie Pittman | Lilí Álvarez S. Mathieu  | 3e tour (1/8) M. McKane       | Anna McCune M. Gladman      | -           | -           |
| 1932  | -                       | -                       | -                             | -                        | 2e tour (1/16) E. Dearman     | Doris Metaxa Josane Sigart  | -           | -           |
| 1933  | -                       | -                       | -                             | -                        | 3e tour (1/8) E. Dearman      | D. Andrus Muriel Thomas     | -           | -           |
| 1934  | -                       | -                       | 1/4 de finale E. Dearman      | S. Mathieu E. Ryan       | 1/4 de finale E. Dearman      | Lolette Payot Muriel Thomas | -           | -           |
| 1935  | Victoire E. Dearman     | L. Bickerton Nell Hall  | -                             | -                        | 1/4 de finale E. Dearman      | Elsa Haylock R. Armstrong   | -           | -           |
| 1936  | -                       | -                       | -                             | -                        | 2e tour (1/16) E. Dearman     | Mary Heeley Dorothy Round   | -           | -           |
| 1937  | -                       | -                       | -                             | -                        | 3e tour (1/8) Betty Nuthall   | E. Dearman Joan Ingram      | -           | -           |
| 1938  | -                       | -                       | -                             | -                        | 1er tour (1/32) Betty Nuthall | Doris Metaxa Josane Sigart  | -           | -           |
| 1939  | -                       | -                       | -                             | -                        | 1er tour (1/32) Elsie Pittman | Audrey Wright Freda Scott   | -           | -           |
| 1946  | -                       | -                       | -                             | -                        | 2e tour (1/16) Joy Gannon     | E. Smith Pearl Panton       | -           | -           |
| 1947  | -                       | -                       | -                             | -                        | 3e tour (1/8) M. Scriven      | Anita Lizana Jędrzejowska   | -           | -           |
| 1949  | -                       | -                       | -                             | -                        | 1/4 de finale M. Lumb         | Joy Gannon Betty Hilton     | -           | -           |
| 1950  | -                       | -                       | -                             | -                        | 1er tour (1/32) Freda James   | M. Buck Nancy Chaffee       | -           | -           |
| 1951  | -                       | -                       | -                             | -                        | 2e tour (1/16) Freda James    | S. Partridge Anne Shilcock  | -           | -           |
| 1952  | -                       | -                       | -                             | -                        | 1er tour (1/32) Freda James   | Thelma Coyne P. Canning     | -           | -           |
| 1953  | -                       | -                       | -                             | -                        | 3e tour (1/8) Maria Weiss     | Shirley Fry Doris Hart      | -           | -           |

Sous le résultat, la partenaire ; à droite, l’ultime équipe adverse.

### En double mixte
| Année | Championnat d'Australie | Championnat d'Australie | Internationaux de France | Internationaux de France | Wimbledon | Wimbledon | US National | US National |
| 1935  | 1/2 finale Adrian Quist | L. Bickerton C. Boussus | -                        | -                        | -         | -         | -           | -           |

Sous le résultat, le partenaire ; à droite, l’ultime équipe adverse.